# Lasianthus lecomtei
Lasianthus lecomtei är en måreväxtart som beskrevs av Charles-Joseph Marie Pitard. Lasianthus lecomtei ingår i släktet Lasianthus och familjen måreväxter.
Artens utbredningsområde är Vietnam. Inga underarter finns listade i Catalogue of Life.